# Euselasia praecipua
Euselasia praecipua är en fjärilsart som beskrevs av Hans Ferdinand Emil Julius Stichel 1924. Euselasia praecipua ingår i släktet Euselasia och familjen Riodinidae. Inga underarter finns listade i Catalogue of Life.